# Egolzwil
Egolzwil é uma comuna da Suíça, no Cantão Lucerna. Em 2017 possuía 1.483 habitantes. Estende-se por uma área de 4,18 km², de densidade populacional de 354,8 hab/km². Confina com as seguintes comunas: Dagmersellen, Nebikon, Schötz, Wauwil.
A língua oficial nesta comuna é o Alemão.

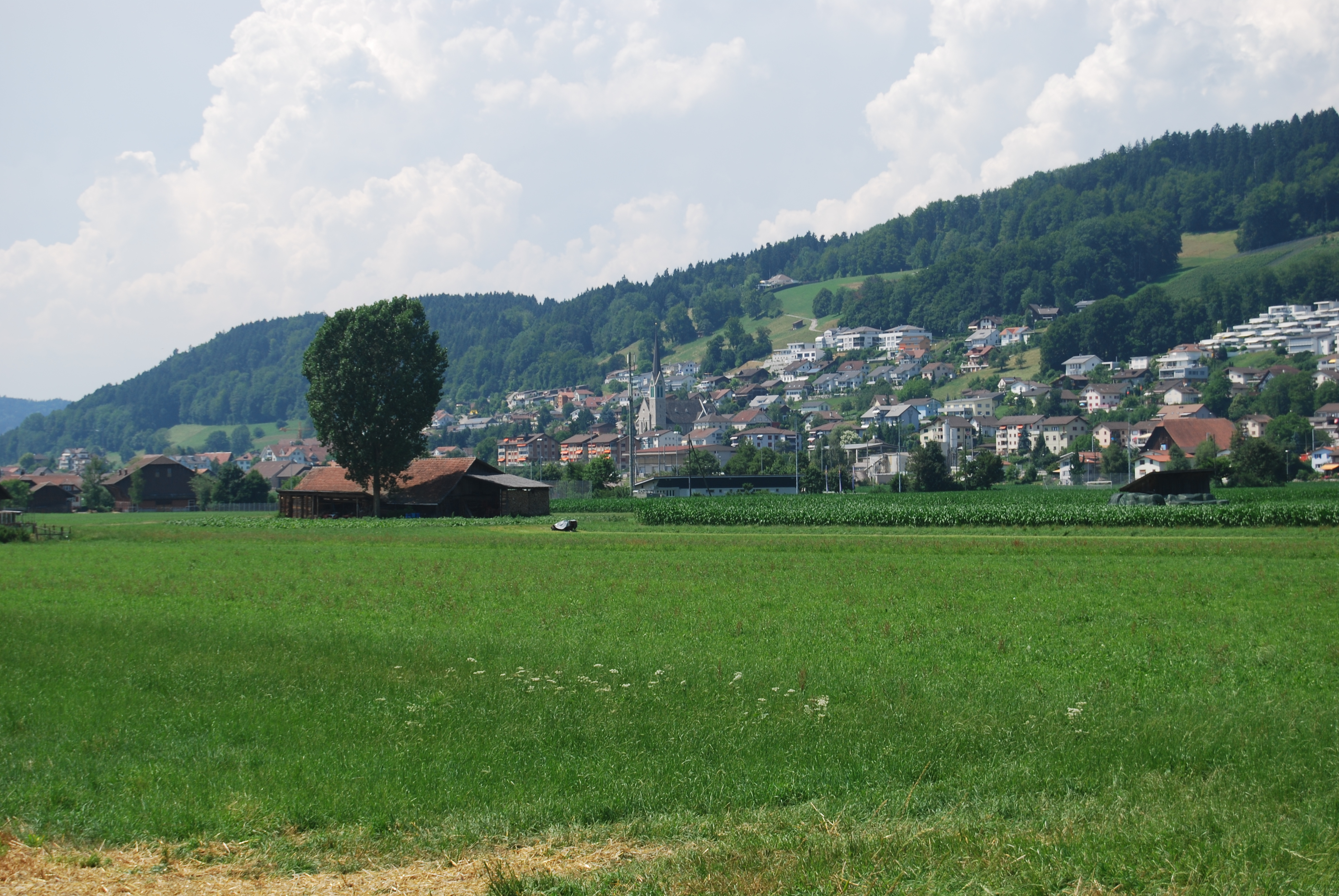
Egolzwil.